# Едакин, Виктор Макарович
Ви́ктор Мака́рович Еда́кин (20 ноября 1925, Худяшово, Ленинский округ, Западно-Сибирский край, СССР — 29 октября 1972, Староюгино, Каргасокский район, Томская область, СССР) — советский военнослужащий, младший сержант. Награжден четырьями орденами Славы.

## Биография
Родился 20 ноября 1925 года в деревне Худяшово Ленинского округа Западно-Сибирского края в русской крестьянской семье в селе Худяшово, что расположилось в сердце Кузбасса, около 15 км северо-западнее города Ленино (ныне Ленинск-Кузнецкий). Окончив в своём селе начальную школу (4 класса), он, как и его сверстники, с ранней юности стал работать в колхозе.
Участник Великой Отечественной войны. Призван 9 января 1942 года Ленинск-Кузнецким райвоенкоматом Новосибирской области. Направлен на краткосрочные курсы в школу снайперов, а затем на фронт (с октября 1943).
Воевал с октября 1943 в гвардейских частях 2-го Прибалтийского фронта. Уже в первые месяцы был ранен (1943), но вскоре вернулся в строй. В ходе боёв в декабре 1943, затем в январе и феврале 1944 года 18-летний боец за личное геройство в наступательных боях был представлен к награждению орденами Славы. Однако в боевой суматохе одна из наград бойцу не была вручена. Участник освобождения западных областей России и боёв в Прибалтике.

## Описанные подвиги
- Снайпер 196-го гвардейского стрелкового полка (67-я гвардейская стрелковая дивизия, 6-я гвардейская армия, 2-й Прибалтийский фронт) гвардии младший сержант Едакин в период наступательных боёв с 16 по 21 декабря 1943 и 7 января 1944 в районе сёл Шелкуниха, Косолапиха (Невельский район Псковской области), Григоркино (Новосокольнический район Псковской области) беспрерывно находился впереди боевых порядков пехоты (в непосредственной близости от линии обороны противника), под систематическим сильным артиллерийско-миномётным огнём противника и при этом истребил 17 вражеских солдат и офицеров. Фронтовым приказом № 51/н по 67-й гвардейской стрелковой дивизии от 22.01.1944 отважный снайпер В. М. Едакин награждён орденом Славы III-й степени (№ 718409).
- 19 января 1944 года при прорыве вражеской обороны у села Брагино, расположенного в 27 километрах юго-западнее города Новосокольники, в наступательном бою снайпер-сибиряк, гвардии младший сержант Едакин, несмотря на сильный миномётный огонь противника, отчаянно рискуя жизнью, первым ворвался во вражескую траншею, где ручными гранатами и в рукопашную уничтожил семь гитлеровцев и одного взял в плен. За мужество и отвагу, проявленные в боях, фронтовым приказом № 49/н по 6-й гвардейской армии от 25.01.1944 награждён орденом Славы II-й степени (№ 16988).
- 2 февраля 1944 года пехотинец-автоматчик гвардии младший сержант Виктор Едакин у села Блины (25 км западнее города Новосокольники), под огнём противника, воодушевляя личным примером своих товарищей одним из первых бросился в атаку. Получив ранение в ногу, не покинул поля боя и из автомата поразил 6 гитлеровцев. Был второй раз ранен в живот, но, превозмогая боль, оставался в строю и вёл огонь по солдатам противника. Указом Президиума Верховного Совета СССР от 24.03.1945 награждён орденом Славы I-й степени (№ 2608).

Получив в боях три звезды солдатской Славы, Виктор Макарович Едакин стал полным Кавалером Ордена. После войны героя нашёл ещё один, орден III степени, которым он был награждён приказом по 67-й гвардейской стрелковой дивизии № 55/н от 05.02.1944, но так и не вручённый орден солдатской Славы.

## Награды
- 4 ордена Славы: III степени (22.01.1944), II степени (25.01.1944), III степени (приказ по дивизии от 5 февраля 1944, номер награды не известен)[7], I степени (24.03.1945). После войны Минобороны СССР разыскало героя и не вручённым на фронте орденом Каргасокский райвоенкомат всё-таки наградил ветерана в 1970-х годах
- медаль «За отвагу» (15.03.1945)[8]
- медаль «За победу над Германией в Великой Отечественной войне 1941-1945 гг.»
- медаль «За оборону Ленинграда» (1946)
- медаль «В память 250-летия Ленинграда» (1958)
- медаль «Двадцать лет Победы в Великой Отечественной войне 1941—1945 гг.» (1965)
- нагрудный ветеранский знак-медаль «25 лет победы в Великой Отечественной войне» (1970)

## Память
- Имя Виктора Макаровича Едакина представлено на Памятной стеле томичей-героев на аллее Боевой славы томичей в Лагерном саду города Томска.
- 20 июня 2010 года на могиле Виктора Макаровича Едакина в селе Староюгино, силами местной райадминистрации, школьников и Совета ветеранов, в присутствии внуков, правнуков и пра-правнуков Героя, был установлен мраморный памятник-надгробие, в школе создан стенд о нём.
- Информации о других монументах, мемориальных досках или иной памяти о герое в сёлах Худяшово, Ариничево, Щелкуниха, Косолапиха, Григоркино, Брагино; в городах Кемерово, Ленинск-Кузнецкий, Мыски, Новосокольники, Невельск, Красногорск — не поддерживается.